# Reverberation Mapping
Reverberation Mapping ist eine astrophysikalische Technik zum Messen von Strukturen der Broad Emission-Line Region (BLR) um ein supermassereiches Schwarzes Loch im Zentrum einer aktiven Galaxie und zur Schätzung der Masse des Lochs. Es wird primär als ein Masseschätzverfahren betrachtet, d. h., die Masse wird direkt aus der Bewegung gemessen, welche die Gravitation im nahegelegenen Gas verursacht.
Die Masse des schwarzen Loches wird mit folgender Formel bestimmt:
{\displaystyle GM_{\bullet }=fR_{\mathrm {BLR} }(\Delta V)^{2}.}
In dieser Formel ist
- ΔV das quadratische Mittel (RMS velocity) der Gasbewegung in der BLR in der Nähe des schwarzen Loches, gemessen anhand der Dopplerausbreitung (Doppler broadening) der gasförmigen Emissionslinien.
- RBLR ist der Radius der broad-line region.
- G ist die Gravitationskonstante.
- f ist ein dürftig bekannter (poorly known) Formfaktor, der von der Gestalt/Form der BLR abhängt.

Das größte Problem bei der Anwendung dieser Formel ist die Messung von RBLR. Eine Standardtechnik zur Messung basiert auf dem Fakt, dass sich die Emissionslinienflussdichten stark verändern als Reaktion auf Änderungen im Kontinuum, d. h. das Licht von der Akkretionsscheibe nahe dem schwarzen Loch („Nachhall“) (One standard technique is based on the fact that the emission-line fluxes vary strongly in response to changes in the continuum, i.e., the light from the accretion disk near the black hole ("reverberation")). Des Weiteren ist zu beachten, dass die Veränderungen der Emissionslinien verzögert zur Änderung im Kontinuum stattfinden. Wird angenommen, dass die Verzögerung auf die Lichtlaufzeit zurückzuführen ist, kann die Größe der BLR gemessen werden.
Nur eine kleine Handvoll AGNs (weniger als 40) wurden auf diesen Weg genau abgebildet. Ein alternativer Ansatz besteht darin, eine empirische Korrelation zwischen RBLR und der Kontinuumleuchtkraft zu verwenden.
Eine andere Unsicherheit ist der Wert von f. Grundsätzlich könnte die Reaktion der BLR auf Variationen im Kontinuum verwendet werden, um die dreidimensionale Struktur des BLR abzubilden. In der Praxis ist die Menge und die Qualität der Daten, die erforderlich sind, um eine solche Dekonvolution durchzuführen, unerschwinglich. Bis ungefähr 2004 wurde f ab initio auf Basis von simplen Strukturmodellen des BLR festgelegt. In jüngster Zeit wurde der Wert von f so ermittelt, dass die M–sigma Relation für aktive Galaxien mit der M-Sigma-Relation für ruhige Galaxien bestmöglich vereinbar ist. Wenn f auf diese Weise ermittelt wird, wird reverberation mapping zu einer „sekundären“ statt einer „primären“ Masseschätztechnik.